# 9384 Aransio
9384 Aransio este un asteroid din centura principală de asteroizi.

## Descriere
9384 Aransio este un asteroid din centura principală de asteroizi. A fost descoperit pe 9 octombrie 1993 la Observatorul La Silla de Eric Walter Elst. Asteroidul prezintă o orbită caracterizată de o semiaxă mare de 3,15 ua, o excentricitate de 0,11 și o înclinație de 3,3° în raport cu ecliptica.